# کو فنگ
کو فنگ (انگلیسی: Ku Feng؛ زادهٔ ۳ ژوئیهٔ ۱۹۳۰) بازیگر اهل چین است. 
از فیلم‌هایی که وی در آن نقش داشته‌است، می‌توان به انتقام شمشیرزن یک‌دست، لب آب، بازگشت شمشیرزن یک دست، شمشیرزن یک دست، بیا و با من پیکی بزن و ملکه بیوه پادشاه اشاره کرد.